# HLASM

## Введение
HLASM (англ. High-Level Assembler) — ассемблер фирмы IBM высокого уровня для операционных систем z/OS, z/VSE, z/VM и z/TPF, которые выполняются на компьютерах z/Architecture универсальной ЭВМ. Есть также версия (предназначенная прежде всего для систем, установленных на z/Architecture), которая выполняется в Linux (эта окружающая среда иногда упоминается как z/Linux).
Основанный на ассемблере IBM H, он позволяет программистам писать на ассемблере код, который использует некоторые особенности, обычно связанные с языками высокого уровня. Некоторыми из этих особенностей являются директивы, отмеченные и зависимые от USING, более полная перекрёстно-ссылочная информация, а также дополнительные макро-языковые средства (например, способность писать собственные пользовательские функции).

## Пример программы
Пример программы Hello world, выводящей соответствующее сообщение и завершающейся:
```
         YREGS 
HELLO    CSECT            
         STM       R14,R12,12(R13)     
         LR        R12,R15         
         USING     HELLO,R12     
         LR        R11,R13     
         LA        R13,SAVE     
         ST        R11,4(,R13)     
         ST        R13,8(,R11)     
         WTO       'HELLO! THIS IS MY FIRST HLASM PROGRAMM'
         L         R13,4(,R13)         
         LM        R14,R12,12(R13)     
         XR        R15,R15         
         BR        R14        
SAVE     DS        18F         
         END       HELLO    	 
```